# チェイシング・エイミー
『チェイシング・エイミー』（Chasing Amy）は、1997年のアメリカ合衆国のロマンティック・コメディ映画。監督はケヴィン・スミス、出演はベン・アフレック、ジョーイ・ローレン・アダムス、ジェイソン・リーなど。性に奔放なレズビアンの女性と恋に落ちた異性愛者の男性を描いている。ヴュー・アスキューニバースの映画シリーズの3作目である。
第13回インディペンデント・スピリット賞にて脚本賞（ケヴィン・スミス）、助演男優賞（ジェイソン・リー）を受賞。

## ストーリー
人気漫画家のホールデンは、共同作家であり親友のバンキーと、作品を出品するためコミックマーケットへと出向き、そこで駆け出しの漫画家であるアリッサと出会う。快活でチャーミングな彼女にホールデンはひとめ惚れするも、アリッサはレズビアンの女性だった。それでもホールデンは恋心を抱き続け、そんな彼をバンキーは苦々しく見守る。そしてある雨の夜、ホールデンはついにアリッサに想いを告げる。

## キャスト
ホールデン・マクニール
演 - ベン・アフレック、日本語吹替 - 堀内賢雄
人気漫画家。
アリッサ・ジョーンズ
演 - ジョーイ・ローレン・アダムス、日本語吹替 - 松本梨香
駆け出しの漫画家。性に奔放なレズビアン。
バンキー・エドワーズ
演 - ジェイソン・リー、日本語吹替 - 関俊彦
ホールデンの仕事上のパートナーで幼馴染の親友。
フーパーX
演 - ドワイト・ユーウェル、日本語吹替 - 檀臣幸
ホールデンの友人の漫画家。表向きは白人を敵視している過激な黒人活動家。実際はゲイ。
ジェイ
演 - ジェイソン・ミューズ、日本語吹替 - 藤原啓治
ホールデンの漫画のモデル。饒舌。
サイレント・ボブ
演 - ケヴィン・スミス、日本語吹替 - 矢尾一樹
ホールデンの漫画のモデルでジェイの相棒。寡黙。
ファン
演 - イーサン・サプリー
ホールデンの熱心なファン。巨漢。
コレクター
演 - スコット・モシャー、日本語吹替 - 青山穣
バンキーの仕事を「トレーサー」とバカにした男。
リトル・キッド
演 - ケイシー・アフレック
バンキーにサインをもらおうとしてコレクターに絡まれた青年。
ジム・ヒックス
演 - ブライアン・オハローラン、日本語吹替 - 青山穣
ホールデンとバンキーの漫画をテレビアニメシリーズ化しようと提案した会社の重役。
ショーン・オラン
演 - マット・デイモン、日本語吹替 - 藤原啓治
ジムの相棒の重役。
歌手
演 - グィネヴィア・ターナー、日本語吹替 - 深見梨加
アリッサの友人。
コヒー・ランディン
演 - ジョン・ウィルヤン、日本語吹替 - 土田大
ホールデンとバンキーのかつての同級生で後にアリッサの高校の同級生になった男。
キム
演 - カルメン･リー
アリッサの恋人（セックスフレンド）。

## 作品の評価

### 映画批評家によるレビュー
Rotten Tomatoesによれば、88件の評論のうち高評価は86%にあたる76件で、平均点は10点満点中7.3点、批評家の一致した見解は「『チェイシング・エイミー』のクィア・セクシュアリティの描き方はイライラするほどぎこちないが、繊細さ、むき出しの正直さ、脚本兼監督のケヴィン・スミスの特徴的な下品なユーモアを混ぜ合わせながら、数々の厄介なテーマに対処している。」となっている。
Metacriticによれば、28件の評論のうち、高評価は22件、賛否混在は4件、低評価は2件で、平均点は100点満点中71点となっている。

### 受賞歴
| 賞                                     | 部門                                     | 対象者                                      | 結果       |
| -------------------------------------- | ---------------------------------------- | ------------------------------------------- | ---------- |
| 第55回ゴールデングローブ賞             | 主演女優賞（ミュージカル・コメディ部門） | ジョーイ・ローレン・アダムス                | ノミネート |
| 第13回インディペンデント・スピリット賞 | 作品賞                                   |                                             | ノミネート |
| 第13回インディペンデント・スピリット賞 | 助演男優賞                               | ジェイソン・リー                            | 受賞       |
| 第13回インディペンデント・スピリット賞 | 脚本賞                                   | ケヴィン・スミス                            | 受賞       |
| MTVムービー・アワード1998              | ブレイクスルー演技賞                     | ジョーイ・ローレン・アダムス                | ノミネート |
| MTVムービー・アワード1998              | キスシーン賞                             | ジョーイ・ローレン・アダムスとカルメン･リー | ノミネート |

## その他
- この映画の日本での劇場公開直前に極めて少数しか配布されなかった映画チラシ（主演であるベン・アフレックの顔が上部に大きく映っている図柄）にはプレミアがつき、現在5桁の高値で取引されている[要出典]。
- 江口研一と安野モヨコによる小説＋漫画版が存在する[7]。
- アメリカでは、ジェイ&サイレント・ボブ視点の、この映画とドグマでの出来事を繋ぐ『チェイシング・ドグマ』と呼ばれる漫画本のミニシリーズがある[要出典]。